# Biserica „Sfântul Arhanghel Mihail” din Tătărăuca Nouă
Biserica „Sf. Arhanghel Mihail” cu poarta intrării este o biserică amplasată în Tătărăuca Nouă, raionul Soroca, Republica Moldova. Este un monument arhitectural de importanță națională inclus în Registrul monumentelor Republicii Moldova ocrotite de stat cu nr. 491 (raionul Dondușeni). Datează din 1840-1850.